# Vetrișoaia
Vetrișoaia es una comuna ubicada en el distrito de Vaslui, Rumania.

## Superficie
Posee una superficie de 75,18 kilómetros cuadrados.

## Demografía
Hasta 2021 la población era de 2638 habitantes, con una densidad de población de 35,09 habitantes por kilómetro cuadrado.